# Orientopus
Orientopus is een geslacht van spinnen uit de familie hangmatspinnen (Linyphiidae).

## Soorten
De volgende soorten zijn bij het geslacht ingedeeld:
- Orientopus yodoensis (Oi, 1960)